# De Bonhome

Wapen van de familie de Bonhome

De Bonhome is een Belgische adellijke familie.

## Geschiedenis
De familie stamt af van Jean Bonhome (1583-1667), van wie ook een oudste (en uitgedoofde) stam De Bounam de Ryckholt voortkwam. In 1653 verleende keizer Ferdinand III adel van het Heilige Roomse Rijk aan Jean Bonhome. 
In 1691 verleende keizer Leopold I de titel ridder aan Jean-Maximilien de Bounam, heer van Ryckholt.
In 1789 verleende keizer Jozef II de titel baron aan Léopold de Bonhome (1712-1797).

## Genealogie
- Jean Bonhome (1583-1667), x Jeanne Meewis (1583-1636)
  - Henri Bonhome (1608-1679), x Marie de Glen (1617-1691), de voorouders van de tak De Bounam de Ryckholt
  - Léonard Bonhome (1612-1668), x Ode de Glen (†1701), de stamouders van de tak de Bonhome
    - Léopold de Bonhome (1649-1736), x Marie-Petronille de Bouhon (1643-1727)
      - Leopold de Bonhome (1684-1737), x Marie-Françoise de Haling de la Tour (†1765)
        - Léopold de Bonhome (1712-1797,) x Marie-Françoise de Libert de Flémalle
          - Léopold de Bonhome (1767-1832), x barones Julie de Rosen (1772-1847)
            - Alexandre de Bonhome (zie hierna)
            - Hyacinthe de Bonhome (zie hierna)

          - André de Bonhome (1772-1850), x Louise de Libert
            - Eugène de Bonhome (zie hierna)

          - Nicolas de Bonhome (1774-1850), x Charlotte de Potesta (1777-1866)
            - Léopold de Bonhome (zie hierna)
            - Alexandre de Bonhome (zie hierna)
            - Maximilien de Bonhome (zie hierna)

          - Maximilien de Bonhome (1775-1810), maire van Frandeux, x Marie de Martial
            - Léopold de Bonhome (zie hierna)

## Alexandre de Bonhome
Alexandre Marie de Bonhome (Maastricht, 6 juli 1806 - Hogne, 12 februari 1885) trouwde in 1832 in Serinchamps met zijn nicht Antoinette de Bonhome (1808-1889), dochter van het echtpaar Nicolas de Bonhome-Charlotte de Potesta. Ze kregen twee zoons en een dochter. In 1856 werd hij in de adel erkend, met de titel baron overdraagbaar op alle afstammelingen. Hij was burgemeester van Ouffet en van Hogne.
- Léopold de Bonhome (1833-1901), burgemeester van Hogne, trouwde in 1871 in Antwerpen met Gabrielle Le Grelle (1851-1931), kleindochter van Antoine Dhanis van Cannart. Ze kregen twee zoons en drie dochters.
  - Estelle de Bonhome (1874-1929), trouwde in 1901 in Hogne met baron Francis Dhanis (1862-1909), koloniaal officier. Ze kregen drie zoons, met afstammelingen tot heden.

## Hyacinthe de Bonhome
Marie Joseph Hyacinthe de Bonhome (Luik, 7 november 1810 - Brussel, 18 maart 1891) trouwde in 1846 in Luik met barones Léonie de Pitteurs-Hiegaerts (1825-1898), dochter van baron Antoine de Pitteurs-Hiegaerts, gemeenteraadslid van Sint-Truiden, lid van de Provinciale Staten van Limburg, provincieraadslid van Limburg en senator, en zus van baron Edmond de Pitteurs-Hiegaerts en baron Henri de Pitteurs-Hiegaerts. Ze kregen drie zoons, met afstammelingen tot heden. In 1856 werd hij erkend in de erfelijke adel, met de titel baron overdraagbaar op alle afstammelingen.
- Léon de Bonhome (1849-1919), luitenant-generaal, trouwde in 1880 in Luik met Françoise Haleux (1861-1917). Ze kregen een dochter.
  - Caroline de Bonhome (1881-1956), trouwde in 1902 in Brussel met ridder Jules de Laminne (1876-1957), luchtvaartpionier. Het huwelijk bleef kinderloos en eindigde in een echtscheiding in 1904.
- Armand de Bonhome (1853-1933), trouwde in 1881 in Brussel met Marthe Allard (1858-1928), kleindochter van Joseph Allard. Ze kregen zes dochters.
- Paul de Bonhome (1855-1920), trouwde in 1879 in Luik met Émilie Halleux (1860-1935). Ze kregen twee zoons en drie dochters, met afstammelingen tot heden. In mannelijke lijn in 1948 uitgestorven.

## Eugène de Bonhome
Eugène Louis Joseph de Bonhome ('s-Gravenvoeren, 20 maart 1810 - Fraipont, 20 september 1860) trouwde in 1841 in Louveigné met Adèle de Coune (1808-1891). In 1856 werd hij erkend in de erfelijke adel met de titel baron overdraagbaar op alle afstammelingen.
- Gustave de Bonhome (1844-1920), trouwde in 1869 in Borgloon met Othilde de Rottermund (1846-1899). Ze kregen twee zoons en een dochter, met afstammelingen tot heden.

## Léopold de Bonhome
Léopold Louis René Joseph de Bonhome (Luik, 14 november 1802 - Dampicourt, 26 mei 1875) trouwde in 1833 in Verviers met Olympe Lonhienne (1808-1902). Ze kregen een zoon en een dochter. In 1856 werd hij erkend in de erfelijke adel met de titel baron overdraagbaar op alle afstammelingen.
- Alfred de Bonhome (1834-1911) trouwde in 1877 in Antwerpen met Émilie Cogels (1848-1919), kleindochter van Henri Cogels. Ze kregen een zoon en vier dochters, met afstammelingen tot heden.

## Alexandre de Bonhome
Alexandre Louis Joseph de Bonhome (Luik, 20 juli 1804 - Haversin, 20 augustus 1867) trouwde in Bois-et-Borsu in 1850 met zijn nicht Marie-Aglaé de Bonhome (1813-1891), dochter van het echtpaar Léopold de Bonhome-Julie de Rosen. In 1856 werd hij erkend in de erfelijke adel met de titel baron overdraagbaar op alle afstammelingen. Ze hadden een zoon en een dochter, die vrijgezel bleven, wat het uitdoven van deze tak betekende in 1890.

## Maximilien de Bonhome
Maximilien Henri Joseph de Bonhomme (Serinchamps, 1 september 1810 - Anseremme, 20 juli 1870) trouwde in Sorinne in 1843 met barones Eudoxie de Villenfagne de Sorinne (1820-1901). Ze kregen twee zoons en vier dochters. In 1856 werd hij erkend in de erfelijke adel met de titel baron overdraagbaar op alle afstammelingen.
- Alexandre de Bonhome (1856-1938), trouwde in 1882 in Ciney met Thérèse Dinon (1862-1944). Ze kregen drie zoons en een dochter, met afstammelingen tot heden.

## Léopold de Bonhome
Léopold Joseph de Bonhome (Frandeux, 30 maart 1807 - Mont-Gauthier, 31 oktober 1885) was burgemeester van Mont-Gauthier. Hij bleef vrijgezel. In 1856 werd hij erkend in de erfelijke adel met de titel baron overdraagbaar op alle afstammelingen.

## Adellijke allianties
- De Favereau (1792), De Waha Baillonville (1800), De Potesta (1801), De Modave de Masogne (1805, 1832), De Rosen (1803), De Libert de Flémalle (1807), De Coune (1841), De Villenfagne de Sorinnes (1843), De Pitteurs-Hiegaerts (1846, 1914), D'Huart (1857), Allard (1861), De Bellefroid d'Oudoumont (1863), De Rottermund (1869), Le Grelle (1871), De Fabribeckers de Cortils (1875), Cogels (1877), Dumont de Chassart (1894), Dhanis (1901), De Laminne (1902), De Browne de Tiège (1904), Amand de Mendieta (1906), De Radzitzky d'Ostrowick (1907), D'Aspremont Lynden (1908), De Schaetzen van Brienen (1917), Hébert de Beauvoir (1919), Orban de Xivry (1919, 1922), De Montpellier d'Annevoie (1922)